# Galaxy on Fire
 (août 2015).
Si vous disposez d'ouvrages ou d'articles de référence ou si vous connaissez des sites web de qualité traitant du thème abordé ici, merci de compléter l'article en donnant les références utiles à sa vérifiabilité et en les liant à la section « Notes et références ».
Galaxy on Fire est une série de jeux vidéo de simulation spatiale développé par DS Fishlabs . L'histoire développée dans les jeux est celle d'un aventurier qui navigue dans l'espace en commerçant, combattant et réalisant des missions diverses.
La série est notamment disponible pour les systèmes iOS (iPhone, iPad) et la plate-forme Android,,.

## Liste de jeux
- Galaxy on Fire (2005)
- Galaxy on Fire 2 (2010)
- Galaxy on Fire: Alliances (2013)
- Galaxy on Fire 3: Manticore (2016)